# فرودگاه و محله هوایی دالاس
فرودگاه و محله هوایی دالاس (به انگلیسی: Air Park-Dallas Airport) یک فرودگاه همگانی است که یک باند فرود آسفالت دارد و طول باند آن ۹۳۹ متر است. این فرودگاه در شهر دالاس کشور ایالات متحده آمریکا قرار دارد و در ارتفاع ۲۱۲ متری از سطح دریا واقع شده‌است.